# Comando Moralizador Pío XII
El Comando Moralizador Pío XII fue una organización parapolicial argentina que operó en la provincia de Mendoza durante el terrorismo de Estado. Fue uno de los dos comandos principales de la provincia occidental juntamente con el Comando Anticomunista de Mendoza.

## Origen
El Comando Moralizador Pío XII se creó en 1974. Su nombre se inspiró en el papa Pío XII. Respondía al jefe de la Policía de Mendoza, vicecomodoro Julio César Santuccione.

## Historia
El Comando Pío XII se manifestó por primera vez a mediados de 1975 en un mensaje al diario Los Andes. Se presentaba como un defensor de la moral y la salud pública. La organización cometió secuestro, tortura, abuso sexual y homicidio en perjuicio de principalmente mujeres que ejercían la prostitución. También perseguía a estudiantes.
El grupo arrojaba papeles en las calles de Mendoza que rezaban: «Emigren Prostitutas».
Arrojaba los cadáveres en Papagayos, San Isidro o Canota, en la precordillera.

### Acciones
El 1 de mayo de 1975 el Comando Pío XII manifestó su presencia en la provincia. Ese día dos mujeres aparecieron desnudas y asesinadas por disparos. Al finalizar este mes de 10 personas en total habían aparecido muertas.
Durante 1974 se habían producido cuatro homicidios. Además, en los primeros meses de 1975 se habían cometido cinco ejecuciones.
En junio y julio aparecieron cuatro cadáveres calcinados.
En agosto, septiembre y octubre el Comando ejecutó atentados con bombas contra establecimientos nocturnos, israelitas y contra domicilios de dirigentes de izquierda.
Los boliches víctima del Comando residían en los departamentos de Capital, San Martín, Tunuyán y San Rafael.
El 14 de diciembre una prostituta fue víctima de secuestro, tortura, homicidio en el Parque General San Martín.
Cuando el golpe de Estado del 24 de marzo de 1976 se encontraba ad portas, el Comando inició ataques con bombas.